# 艳玉螺
艳玉螺（学名：Natica superaotanta），是异足目玉螺科玉螺属的一种。主要分布于中国大陆，常栖息在潮下带。